# 산티코스마에다미아노
산티코스마에다미아노(이탈리아어: Santi Cosma e Damiano)는 이탈리아 라치오주 라티나도에 위치한 코무네다.